# Municipio de Clear Creek (condado de Pottawatomie)
El municipio de Clear Creek (en inglés: Clear Creek Township) es un municipio ubicado en el condado de Pottawatomie en el estado estadounidense de Kansas. En el año 2010 tenía una población de 140 habitantes y una densidad poblacional de 1,5 personas por km².

## Geografía
El municipio de Clear Creek se encuentra ubicado en las coordenadas 39°31′38″N 96°24′33″O / 39.52722, -96.40917. Según la Oficina del Censo de los Estados Unidos, el municipio tiene una superficie total de 93.59 km², de la cual 93,37 km² corresponden a tierra firme y (0,24 %) 0,22 km² es agua.

## Demografía
Según el censo de 2010, había 140 personas residiendo en el municipio de Clear Creek. La densidad de población era de 1,5 hab./km². De los 140 habitantes, el municipio de Clear Creek estaba compuesto por el 95,71 % blancos, el 2,14 % eran amerindios y el 2,14 % eran de una mezcla de razas. Del total de la población el 2,86 % eran hispanos o latinos de cualquier raza.